# More4
More4是一家由英国Channel 4运营的频道，开播于2005年10月10日。此频道可在英国、爱尔兰共和国、瑞士观看。